# Marpesia coresia
Marpesia coresia är en fjärilsart som beskrevs av Jean Baptiste Godart 1824. Marpesia coresia ingår i släktet Marpesia och familjen praktfjärilar. Inga underarter finns listade i Catalogue of Life.